# Пасаж Миколяша
Пасаж Миколяша (пол. Pasaż Mikolascha) — наскрізний перехі́д, що існував у Львові між вулицями Коперника та Крутою (нині Миколи Вороного) з торговою галереєю, накритою заскленою мере́жчатою металевою конструкцією довжиною 120 м та шириною 18 м, яку виготовила львівська фірма «Петрович і Шуман».
Пасаж був одним з перших сецесійних об'єктів у Львові, споруджений у 1898—1901 роках будівничою фірмою Івана Левинського за проектом Івана Левинського та Альфреда Захаревича У пасажі Міколяша протягом 1901 — 1939 років діяв кінотеатр зі зміною назв та власників: «Уранія», «Сінефон», «Кухар», «Пасаж», «Тон». Поруч від 1912 року працював кінотеатр «Люкс». 1926 року на його місці відкрили новий під назвою «Втіха», що працював до 1941 року Також тут працювали кав'ярні, багато крамниць та офісів різних фірм.
У 1939 році внаслідок бомбардування Львова літаками Люфтваффе пасаж був зруйнований[неавторитетне джерело].